# Alain Raoust
 (septembre 2019).
Si vous disposez d'ouvrages ou d'articles de référence ou si vous connaissez des sites web de qualité traitant du thème abordé ici, merci de compléter l'article en donnant les références utiles à sa vérifiabilité et en les liant à la section « Notes et références ».
Alain Raoust, né le 2 juin 1966 à Nice, est un réalisateur français.

## Biographie
Alain Raoust grandit dans les Alpes-de-Haute-Provence. Après des études à l’université Paris 8 Vincennes à Saint-Denis, il devient assistant réalisateur. Parallèlement, il se consacre au cinéma expérimental avec des films distribués par CinéDoc et Light Cone. De cette expérience et de l’influence de Philippe Garrel — en particulier de La Cicatrice intérieure — résulteront L’Hiver encore (1989), La Fosse commune (1990) et Attendre le navire (1992), avec Pierre Clémenti, Benoît Régent et Pascal Greggory. Ce film, formellement singulier, sera présenté dans de nombreux festivals mais jamais distribué.
En 1995, il renoue avec une narration plus traditionnelle en réalisant Muette est la girouette, lettre ouverte à Florence Rey jeune meurtrière, et en 1997 La Vie sauve. Dans une mise en scène épurée, le film raconte l’exil en France de deux jeunes femmes bosniaques, et le retour de l’une d’elles à Sarajevo. Porté par la critique, ce moyen-métrage sort en salle en 1998.
Suivra La Cage (2002), avec Caroline Ducey, sélectionnée en compétition officielle au festival de Locarno 2002, prix de la critique internationale (FIPRESCI) et prix œcuménique. Histoire d’une jeune femme sortie de prison et qui n’a qu’une seule idée en tête : retrouver le père du garçon qu’elle a tué. À la fois western contemporain et portrait de femme intransigeante, le film lui vaut une reconnaissance quasi immédiate.
Et L’Été indien (2007), avec Déborah François et Johan Leysen. Récit de l’effondrement d’un homme miné par la crainte de l’échec, mais aussi par l’impossibilité d’accéder à un rêve social qu’il avait cru à portée de main. Histoire de perte et de naufrage, mais aussi histoire de retrouvailles inespérées, L'été indien doit son souffle romanesque aux livres de Russell Banks et à la collaboration d'Olivier Adam au scénario.
En 2018, après une décennie et cinq projets de longs métrages, il signe son retour avec Rêves de jeunesse présenté au festival de Cannes 2019 dans la programmation de l'ACid. Salomé Richard, Yoann Zimmer, Estelle Meyer, Jacques Bonnaffé, Christine Citti, mais aussi Iliana Zabeth, Carl Malapa et Paul Spera sont au casting de ce film qui marque un nouveau tournant dans sa filmographie. À la fois fable politique et poétique, le film mêle comédie et drame autour du personnage de Salomé, jeune intérimaire, décrochant un emploi d'été dans la déchetterie d'un village. Dans ce lieu hors du monde et pourtant caisse de résonance de la société, elle renoue avec son adolescence rebelle. Sous un soleil brûlant de western, de rencontres inattendues en chagrins partagés, une vieux rêve qui bouge s'éveille en elle. Le groupe Dead Combo signe la bande originale.
Depuis 2003, Alain Raoust enseigne la réalisation en animant un atelier à l'université Paris-VIII d'abord en licence cinéma puis en mastère parcours réalisation et création.

## Filmographie
- 1986-1989 : Divers films expérimentaux : The Come back to the Reason without Mothlight, D 160 Mister Roger, etc.
- 1989 : L'Hiver encore (court-métrage)
- 1990 : La Fosse commune (court-métrage)
- 1992 : Attendre le navire (+ acteur) - Festival de Cannes 1994 - Programmation ACID
- 1994 : Muette est la girouette (court-métrage) - Festival de Grenoble - Prix Juliette Berto
- 1997 : La Vie sauve (moyen-métrage) - Festival de Pantin - Grand prix du festival Côté court
- 2002 : La Cage (long-métrage) - Festival de Locarno 2002 - Compétition officielle - Prix de la critique internationale (FIPRESCI) - Prix du jury œcuménique
- 2007 : L'Été indien (long-métrage)
- 2019 : Rêves de jeunesse (long-métrage) - Festival de Cannes 2019 - Programmation ACid[5]